# Regina (remorqueur)
Regina est le nom d'un ancien remorqueur de chantier naval datant de 1966. Le navire est maintenant un monument technique exposé au jardin de la ville (de) de Vegesack
Il est classé monument historique à Brême. 

## Historique
Le Regina a été construit en 1965/66 sur le chantier Bremer Vulkan pour un usage personnel. Il était utilisé pour récupérer les grosses billes de bois avec des chaînes sur la Weser après les étapes d'empilage. La tâche suivante consistait à déplacer la grue flottante du chantier naval. À l'occasion, il était également utilisé pour des excursions d'entreprise et des voyages d'affaires.
En raison de graves dommages à la machine, il a été mis hors service en 1987, les besoins opérationnels ayant évolué entre-temps après une modernisation fondamentale du chantier naval. 

### Préservation
En 1988, le chantier naval transféra le remorqueur à l'association MTV Nautilus (de), qui avait été fondée l'année précédente, et qui au cours des deux années suivantes le restaura en profondeur et le transforma pour qu'il soit classé en tant que monument technique.

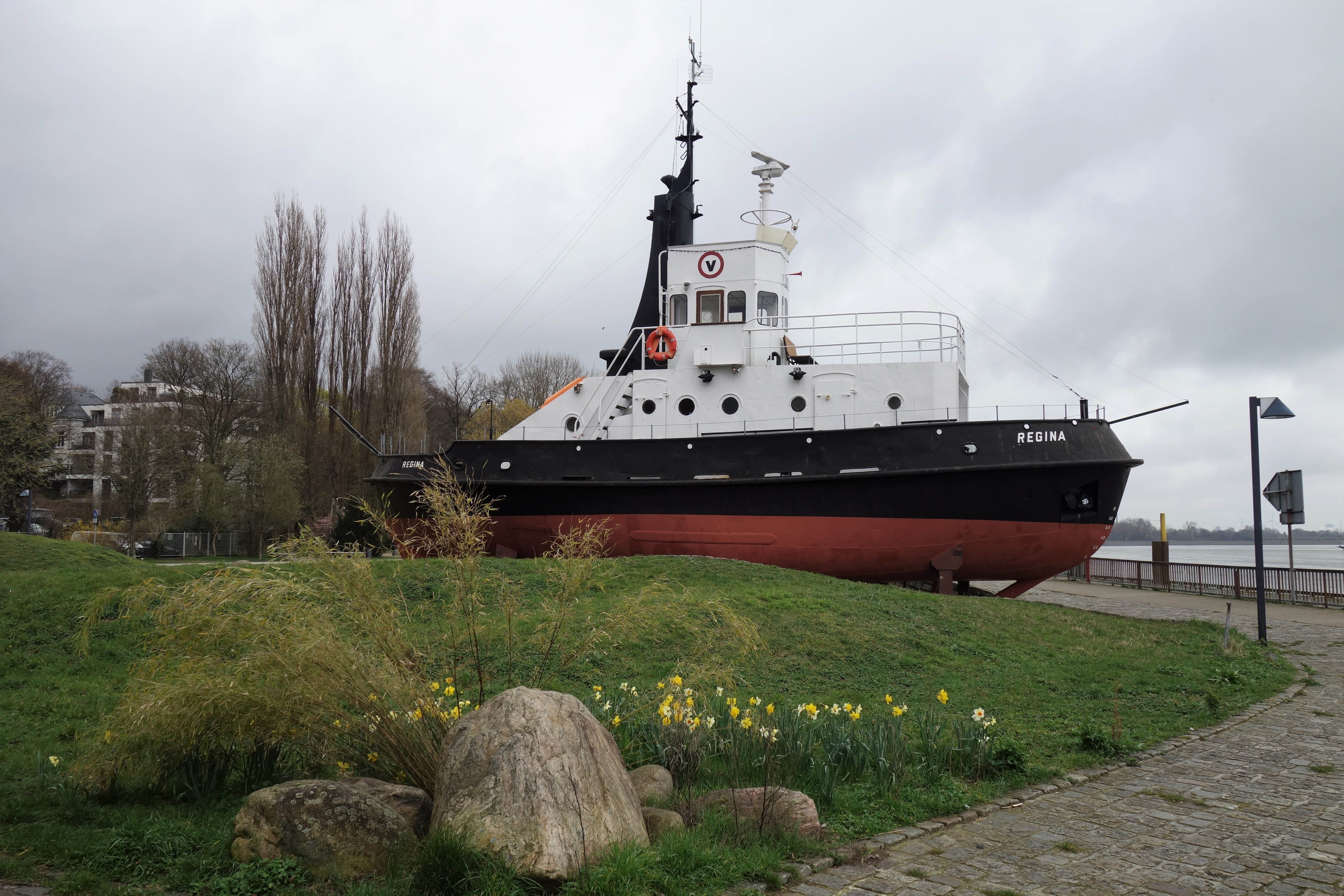
Le Regina

À la fin de 1990, il a été érigé en tant que navire musée sur la promenade de bord de la Weser à Brême-Vegesack à l'aide de la grue flottante Athlet II. De 2003 à 2008, le remorqueur a été utilisé par le groupe de jeunes MTV comme club house jusqu'à ce qu'ils emménagent dans leur nouveau local.

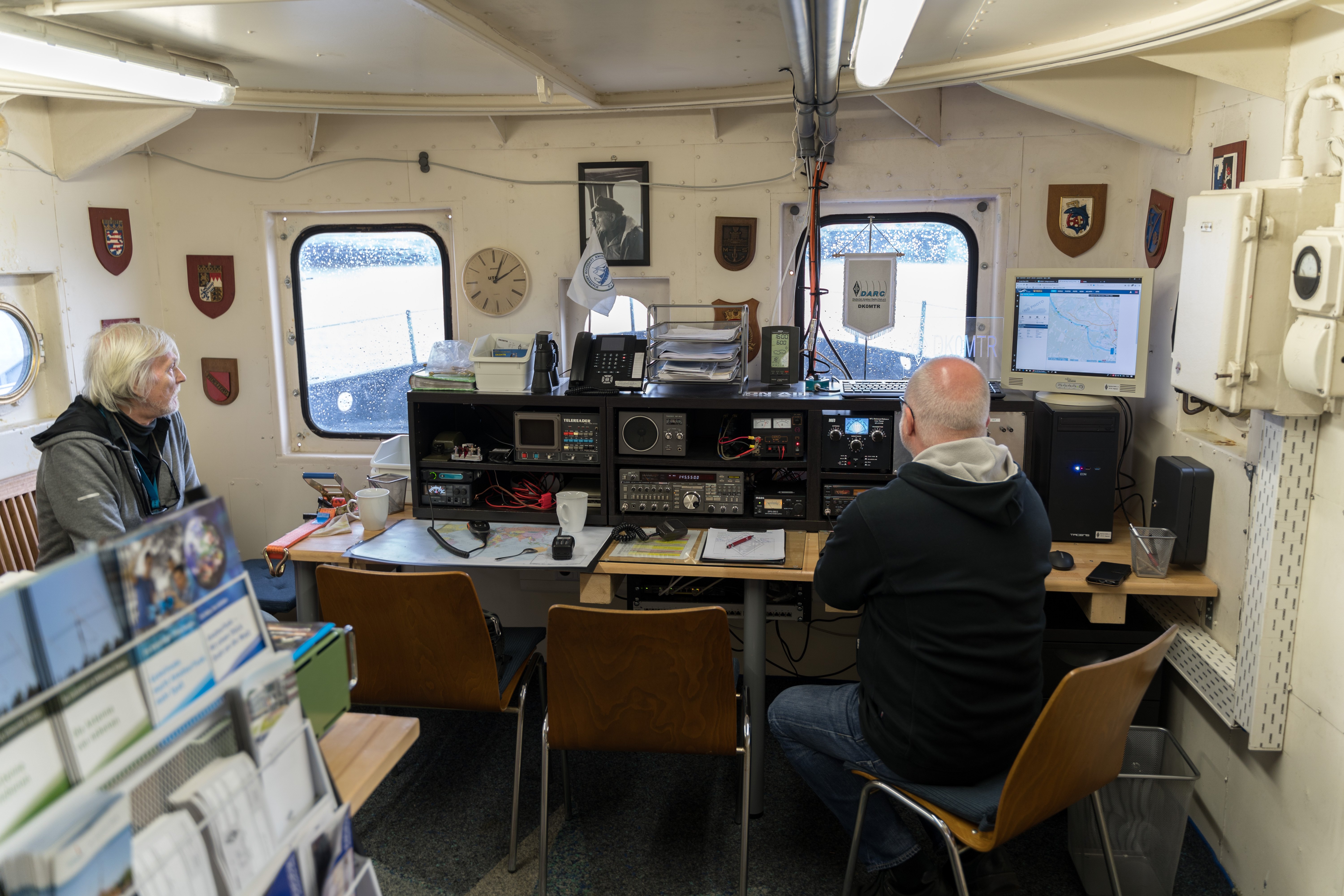
L'ancien atelier de bord en tant que station de radio-club amateur

Depuis septembre 2017, le Regina est utilisé comme station de radio de club par les membres du Deutscher Amateur-Radio-Club (DARC). Les radioamateurs de Vegesack, en coopération avec MTV Nautilus, ont converti l'ancienne salle d'atelier du remorqueur en salle radio à partir de laquelle ils peuvent utiliser différents modes de fonctionnement analogiques et numériques dans le monde. La station du club a l'indicatif d'appel DK0MTR (le suffixe MTR de l'indicatif d'appel signifie "Maritime Tradition Regina"). 
Du printemps à l'automne, le Regina est ouvert au public tous les 2 et 4 dimanches du mois de 11 à 16 heures (ou jusqu'à la tombée de la nuit). Les visiteurs peuvent ensuite voir gratuitement le remorqueur à l'intérieur et à l'extérieur et, s'ils sont intéressés, faire une démonstration du système radio.